# Caspar von Schönberg (Bischof)
Caspar von Schönberg (* um 1395; † 31. Mai 1463 in Meißen) war von 1451 bis zu seinem Tod Bischof von Meißen. Er entstammte der bedeutenden sächsischen Adelsfamilie Schönberg. Zeit seines Lebens stand er mit dem sächsischen Kurfürsten Friedrich dem Sanftmütigen in gutem Einvernehmen. Dieser betraute ihn mehrfach mit wichtigen diplomatischen Missionen.

## Familie und Ausbildung
Caspar war einer der sechs Söhne des kurfürstlichen Rats Caspar von Schönberg zu Reinsberg und seiner Frau, einer geborenen von Honsberg. Schon in seiner Jugend wurde er für die geistliche Laufbahn bestimmt und bereits 1416 erlangte er eine niedere Präbende am Meißner Domstift. 1417 begann er in Leipzig zu studieren; er schloss als Magister der Theologie und Doktor beider Rechte ab. Spätestens seit 1425 war er Mitglied des Meißner Domkapitels, das ihn 1435 zu seinem Dekan wählte.

## Im Dienst Friedrichs des Sanftmütigen
Kurfürst Friedrich II. hatte das diplomatische Geschick von Schönbergs früh erkannt und ihn trotz seiner geistlichen Ämter an seinen Hof gerufen und in Dienst genommen. 1438 gehörte er der sächsischen Gesandtschaft an, die in Wien den Habsburger Albrecht II. zur Annahme der römisch-deutschen Königskrone bewegen sollte. In den 40er Jahren des 15. Jahrhunderts war Caspar von Schönberg im Auftrag des Kurfürsten mit den politischen Problemen befasst, die durch die Auseinandersetzungen zwischen Papst und Konzil entstanden waren.
Caspar gehörte zu jenen Adligen, denen Friedrich II. 1447 testamentarisch die Vormundschaft über seine minderjährigen Söhne übertrug.
Auch als Bischof war Schönberg noch in kurfürstlichem Auftrag tätig, so vermittelte er 1454 in einem Grenzkonflikt mit Böhmen. Der mit einem bedeutenden Erbteil und zahlreichen kirchlichen Pfründen ausgestattete Bischof unterstützte den Kurfürsten auch finanziell.
Das gute Verhältnis zu Friedrich wurde nur 1455 für kurze Zeit getrübt, als Caspar die kirchliche Bestattung seines Neffen Kunz von Kauffungen im Freiberger Dom veranlasste. Dieser war wegen der Entführung der Kurfürstensöhne (Altenburger Prinzenraub) hingerichtet worden. Der erzürnte Kurfürst ließ den Leichnam wieder aus der Kirche entfernen.

## Im Bischofsamt
Im April 1451 wurde Caspar von Schönberg einstimmig zum neuen Bischof von Meißen gewählt. Die klare Entscheidung verdankte er wohl nicht zuletzt dem großen Einfluss des Kurfürsten auf das Meißner Domkapitel. Im November erhielt er vom Naumburger Bischof Peter von Schleinitz im Beisein des Kurfürsten die Bischofsweihe. Während seiner Amtszeit residierte er zumeist auf der Burg Stolpen und in Mügeln.
Ende 1451 traf sich Caspar von Schönberg mit Nikolaus Cusanus, der als päpstlicher Legat Deutschland bereiste, um kirchliche Reformen voranzutreiben. Im folgenden Jahr begann Caspar mit Reformen in den Klöstern der Stadt Meißen. Caspar ließ auch den berühmten Bußprediger Johannes von Capestrano in seinem Bistum wirken. Dieser predigte 1452/53 in verschiedenen sächsischen Städten. Nach dem Tod Capestranos setzte sich Caspar von Schönberg bei der Kurie für die Heiligsprechung des Predigers ein.
Schönberg sorgte in seiner Amtszeit auch für die finanzielle Konsolidierung des Meißner Stifts. Gleichzeitig suchte er die Position des Bischofs gegenüber dem Kapitel zu stärken, indem er die bischöflichen Tafelgüter erweiterte. Den größten Teil seines privaten Vermögens verwendete er für geistliche Stiftungen, besonders für den Wiederaufbau und die Ausstattung der von den Hussiten zerstörten Kirchen in seinem Bistum.
Das Domkapitel wählte seinen jüngeren Bruder Dietrich von Schönberg zum Nachfolger.
Caspar von Schönberg wurde im Meißner Dom beigesetzt. Die Grabplatte aus Sandstein zeigt den Bischof in einer Ritzzeichnung. Nachträglich wurde auf dieses Grabmal eine Messingplatte aufmontiert, die Schäden auf der ursprünglichen Steinplatte hinterlassen hat. Es ist eine Arbeit der Kunstschmiedefamilie Vischer. Die Figur des Bischofs ist sehr fein gearbeitet, mit den Wappenabbildungen wurde auch auf seine Abstammung eingegangen.